# استرانگهولد (کالیفرنیا)
استرانگهولد (به انگلیسی: Stronghold) یک منطقهٔ مسکونی در ایالات متحده آمریکا است که در شهرستان مودوک، کالیفرنیا واقع شده‌است. استرانگهولد ۱٬۲۳۰ متر بالاتر از سطح دریا قرار دارد.